# هيرويوكي سانو
هيرويوكي سانو (باليابانية: 佐野浩之) هو منافس ألعاب قوى ياباني، ولد في 6 أكتوبر 1968.

## وصلات خارجية
- هيرويوكي سانو على موقع الاتحاد الدولي لألعاب القوى (الإنجليزية)
- هيرويوكي سانو على موقع أوليمبيديا (الإنجليزية)